# Ingo Marmulla
Ingo Marmulla (* 4. März 1955 in Wanne-Eickel) ist ein deutscher Gitarrist und Musiklehrer.

## Leben und Wirken
Marmulla studierte beeinflusst von Peter Brötzmann und Karlheinz Stockhausen ab 1976 an der 
Universität Göttingen Pädagogik. Während seines Studiums gehörte er zu den Bands von Allan Praskin und von Gunter Hampel und war an zwei Alben Hampels beteiligt. Dann ging er ins Ruhrgebiet zurück, wo er mit Theo Jörgensmann (Songs of Bo-Wa-Ge) und Achim Krämer auftrat und mit letzterem in der Ding Dong Band spielte. Weiterhin spielte er im Grubenklangorchester von Georg Gräwe (Bergmannsleben) und arbeitete mit dem Kabarettisten Achim Konejung sowie mit Helge Schneider. Ferner tourte er mit Tyree Glenn, mit Casey Jones & the Governors und mit Wayne Bartlett. Mit Thomas Alkier gründete er eine Band, zu der auch Charlie Mariano gehörte. Zudem arbeitete er mit Jasper van’t Hof und Katrin Scherer.
Auch vertonte er Lyrik von Josef Guggenmos.
Er arbeitete außerdem bis zum 12. Juli 2019 als Lehrer für die Fächer Musik, Geschichte und Erdkunde an der Mont-Cenis-Gesamtschule in Herne.

## Diskographische Hinweise
- Blues at the River (mit Benny Bailey, Gerd Dudek, Katrin Scherer, Nikolaus Neuser, Wayne Bartlett, Thomas Alkier, 2000)[1]
- Everytime It Rains (mit Manfred Schoof, Matthias Nadolny, Gerd Dudek, Katrin Scherer, Eckard Koltermann, Ludwig Götz, Thomas Hufschmidt, Bernd Zinssius, Wolfgang Ekholt, 2004)[2]
- Dialogues in Blue (mit Charlotte Illinger, Matthias Bergmann, Michael Heupel, Gerd Dudek, Thomas Hufschmidt, Stefan Werni, Bernd Gremm, 2020)[3]

## Lexikalische Einträge
- Jürgen Wölfer: Jazz in Deutschland. Das Lexikon. Alle Musiker und Plattenfirmen von 1920 bis heute. Hannibal, Höfen 2008, ISBN 978-3-85445-274-4.